# Hampshire
Hampshire je nemetropolitanska ceremonijalna i matična grofovija u Jugoistočnoj Engleskoj, poznata kao mjesto gdje su osnovane Kraljevska mornarica, Britanska vojska i Kraljevsko ratno zrakoplovstvo. Graniči se s grofovijama Dorsetom, Wiltshirom, Berkshirom, Surreyom i Zapadnim Sussexom. Ima površinu od oko 3700 km2, a na najširoj točki je duga 86 km u smjeru istok-zapad i 76 km sjever-jug. Osim po svom službenom imenu, Hampshire se kroz povijest nazivala i Southamptonshire, Hamptonshire, i Grofovija Southampton.
Bila je jednim od prvih uporišta Kraljevstva Zapadnih Sasa nakon što su došli na otok Britaniju. Također je bila i mjestom gdje su se prvotno na Britaniji naselili Juti.
Danas je Hampshire popularno mjesto za izlete i odmor. Kao turističke atrakcije služe mnoga primorska odmarališta, the Muzej motora u Beaulieuu, nacionalni parkovi New Forest i South Downs (koji pokrivaju 45% teritorija). Hampshire ima dugu pomorsku tradiciju i dvije najveće engleske luke - Southampton i Portsmouth koje su smještene na njegovoj obali. Poznat je i kao dom znamenitih književnika kao što su Jane Austen i Charles Dickens, te rodno mjesto inženjera Isambarda Kingdoma Brunela. Sjedište grofovije je Winchester, povijesni katedralni grad u njenom središtu.

## Povezani članak
- New Hampshire

## Vanjske poveznice
- Hampshire County Council
- Walks Around Hampshire
- BBC Hampshire
- Hampshire Visitor Attractions